# Владан Заграђанин
Владан Заграђанин (Сјеница, 30. мај 1968) српски je политичар. Тренутно обавља функцију државног секретара Министарства унутрашњих послова Републике Србије и председника Извршног одбора Главног одбора Социјалистичке партије Србије.

## Биографија
Дипломирао је на Правном факултету Универзитета у Београду. Завршио је Високе студије безбедности и одбране Школе националне одбране Универзитета одбране, 10. класа. Говори руски језик.

### Каријера
Обављао је дужност председника Омладинског савета Београда, као и дужност генералног секретара Београдског еколошког центра. Био је директор омладинских задруга. У периоду од 2004. до 2006. године био је члан Управног одбора Државне лутрије Србије. Функцију извршног директора Јавног предузећа „Србијашуме“ вршио је од 1998. до 2000. године.
Пословни директор Социјалистичке партије Србије постао је 2003. године и на том месту био до 2006. године. На функцији народног посланика у Народној скупштини Републике Србије налазио се од 3. јуна 2016. године до 10. октобра 2024. године, у четири мандата. Био је члан скупштинских Одбора за одбрану и унутрашње послове,Одбора за правосуђе, државну управу и локалну самоуправу, Одбора за уставна питања и законодавство, Одбора за контролу служби безбедности у ком је обављао и функцију заменика председника.
У 11. сазиву био је члан скупштинског Одбора за уставна питања и законодавство и обављао функцију члана скупштинског Одбора за правосуђе, државну управу и локалну самоуправу.
Трећег августа 2020.  године реизабран је на функцију народног посланика у 12. сазиву Народне скупштине Републике Србије. Обављао је функцију члана скупштинског Одбора за контролу служби безбедности као заменик председника, члана скупштинских Одбора за правосуђе, државну управу и локалну самоуправу и Одбора за одбрану и унутрашње послове као и председника посланичке групе пријатељства са Парагвајем.
Мандат народног посланика потврђен му је и у 13. сазиву Народне скупштине Републике Србије, 01. августа 2022.године. Обавља функцију члана и заменика председника скупштинског Одбора за контролу служби безбедности. Члан је скупштинског Одбора за одбрану и унутрашње послове и скупштинског Одбора за правосуђе, државну управу и локалну самоуправу. Члан је парламентарне делегације у Интерпарламентарној скупштини православља.
У 14. сазиву Народне скупштине Републике Србије изабран је за народног посланика као шести на листи ИВИЦА ДАЧИЋ – ПРЕМИЈЕР СРБИЈЕ.
На функцију државног секретара Министраства унутрашњих послова републике Србије именован је на седници Владе Републике Србије 10. октобра 2024. године
Члан је Социјалистичке партије Србије од оснивања, 1990. године.
Члан је Председништва и Главног одбора СПС-а и обавља функцију Председника Извршног одбора Главног одбора Социјалистичке партије Србије., као и председника ресорног Савета за одбрану и безбедност

## Лични живот
Ожењен је и отац је две ћерке.
Живи и ради у Београду.